# Sollipulli

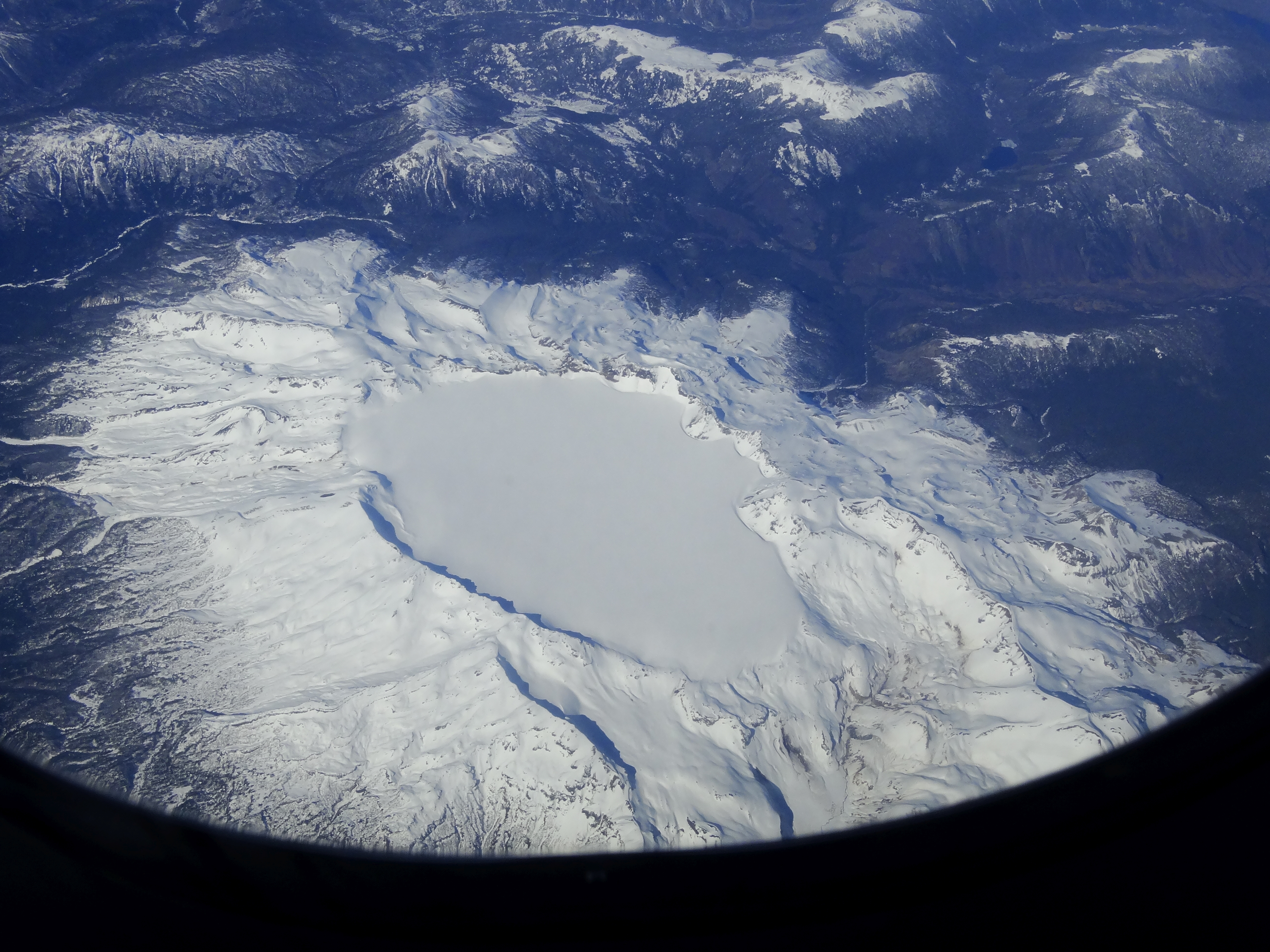
Foto aérea de la Caldera del volcán Sollipulli desde el aire.

Sollipulli es un complejo montañoso volcánico administrado por CONAF que se encuentra asentado entre las comunas de Melipeuco y Curarrehue, en la Araucanía del Sur de Chile, una de las zonas volcánicas más activas del planeta.[cita requerida]

## Ubicación
El Volcán Sollipulli ubicado en la Región de la Araucanía a 2282 m s. n. m., caracterizado por el glaciar que llena su cráter en una extensión de 4 kilómetros de diámetro.

## Características

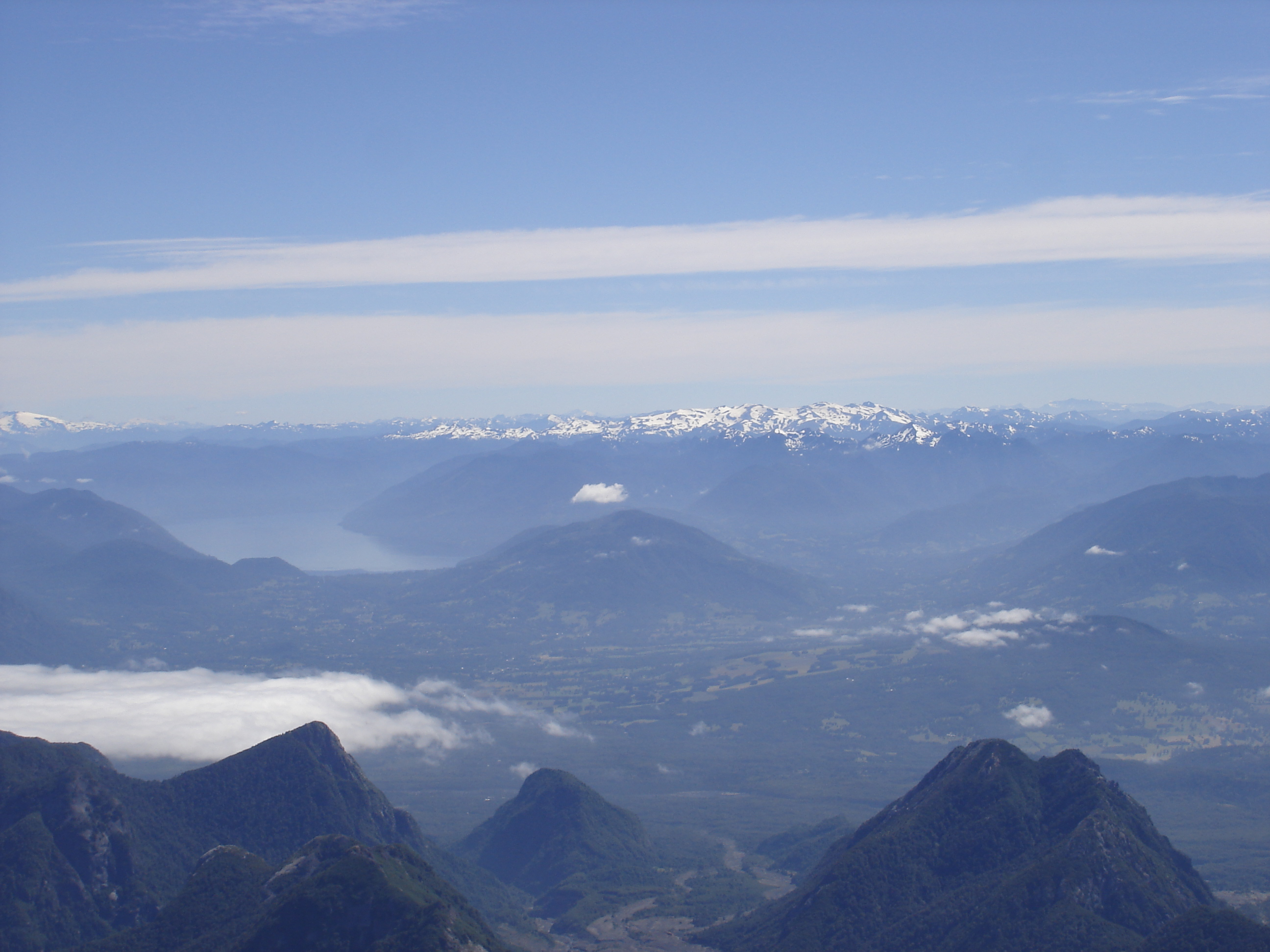
Sollipulli

En su parte volcánica el Sollipulli corresponde a un complejo compuesto por una doble caldera, cuyos diámetros varían entre 4 y 5 km. Este complejo, conocido como volcán Quetrudugu en la primera cartografía chilena ha sido estudiado en detalle por renombrados científicos, debido principalmente a los fenómenos geológicos que lo rodean. Geólogos estiman que hace alrededor de 2900 años el cráter Alpehue (parte del complejo) habría entrado en erupción generando una columna de tefra y piroclastos (hongo) de 44 km de altura. En la actualidad una erupción como aquella tendría consecuencias inconmensurables a nivel sudamericano, por los efectos de la pluma de dispersión, es decir, la carga de materiales que el viento arroja hacia distintos lugares. La última erupción del Sollipulli se estima en el año 1.200 d.c. 
Hoy la caldera del Sollipulli alberga un glaciar con una superficie de 12,5 km². Mediciones de espesor de dicha capa de hielo señalan que posee una profundidad media de 200 m con una máxima en la zona central de 650 m. Su volumen bordea los 3 km. La existencia  de este enorme glaciar en el Sollipulli, como también de un campo geotérmico con cientos de géiseres, además de los paisajes más prístinos de la Araucanía, hacen de los Nevados del Sollipulli un lugar necesario de conocer. Pocos son los afortunados que llegan hasta la cumbre del volcán y privilegiados al presenciar uno de los fenómenos geológicos más interesantes que la naturaleza puede ofrecernos.

## Episodios
El Sollipulli tuvo su última erupción hace 1240 años.[cita requerida] El amplio perfil del cráter cubierto de nieve se aprecia en el horizonte siendo visible desde las altas cumbres del volcán Villarrica. El glaciar Sollipulli, con sus cráteres laterales se encuentra en la parte este de la cadena volcánica Nevados de Sollipulli. Desde este se puede apreciar desde el Volcán Villarrica hasta los redondeados cerros del complejo volcánico Caburgua-Huelemolle.